# Abra aegyptiaca
Abra aegyptiaca is een tweekleppigensoort uit de familie van de Semelidae. De wetenschappelijke naam van de soort werd in 2000 gepubliceerd door Oliver & Zuschin.